# Camponotus coniceps
Camponotus coniceps é uma espécie de inseto do gênero Camponotus, pertencente à família Formicidae.